# Sphagnum scorpioides
Sphagnum scorpioides är en bladmossart som beskrevs av H. Crum 1995. Sphagnum scorpioides ingår i släktet vitmossor, och familjen Sphagnaceae. Inga underarter finns listade i Catalogue of Life.